# Jérôme Bourbon
Pour les articles homonymes, voir Bourbon.
Cet article possède un paronyme, voir Jérôme Bourdon.
Jérôme Bourbon, né le 2 novembre 1972 à Oyonnax, est un journaliste français d'extrême droite. Il est condamné à plusieurs reprise pour incitation à la haine et négationnisme. 
Il est le directeur de publication de Rivarol et d'Écrits de Paris depuis 2010.

## Biographie
Petit-fils d'Armand Bourbon et fils de Jacques Bourbon, chef d'entreprise héritier de l'entreprise de plasturgie Bourbon, revendue au groupe Plastivaloire, et originaire du Jura, Fabrice Jérôme Bourbon naît le 2 novembre 1972 à Oyonnax, dans l'Ain.
Après des études de lettres modernes, une fois certifié et diplômé d'études approfondies, il entame une thèse sur Georges Bernanos, qu'il n'achève pas, et échoue à l'agrégation. Il est ensuite professeur de français trois ans durant en collège et en lycée où des collègues signent une pétition demandant son exclusion. 

### Premiers engagements
Il adhère au Front national (FN) à l'âge de 14 ans, après avoir découvert Jean-Marie Le Pen à l'occasion d'un de ses passages dans l'émission L'Heure de vérité et avoir été « ébloui par ses idées anticonformistes et sa maîtrise de l’imparfait du subjonctif ». À partir de ses 17 ans, il participe chaque année aux universités d'été du FN au château de Neuvy-sur-Barangeon, chez Roger Holeindre. Louis Aliot raconte par la suite que Jérôme Bourbon n'était guère apprécié parmi les jeunes militants du FN, dont il faisait figure de « souffre-douleur ». 
Il se présente aux élections cantonales dans le Jura en 1998, puis quitte le FN vers 2000. Il est également membre de L'Œuvre française.

### Rivarol
Son admiration pour des figures d'extrême droite comme Maurice Bardèche et Édouard Drumont le pousse à écrire. Après avoir rencontré — lors d'un  hommage à Robert Brasillach — Camille Galic, alors directrice de l'hebdomadaire Rivarol et de la revue mensuelle Écrits de Paris, il commence à travailler en 1999 pour les deux journaux, en tant que pigiste. N'ayant pas apprécié son expérience d'enseignant, et bénéficiant d'une indépendance financière grâce au patrimoine familial, il quitte son emploi d'enseignant au début des années 2000 pour se consacrer pleinement au journalisme. En 2001, il devient membre du conseil de rédaction, puis en 2007 rédacteur en chef adjoint de Rivarol et en 2008 rédacteur en chef d’Écrits de Paris.
En janvier 2005, une interview de Jean-Marie Le Pen par Jérôme Bourbon suscite un tollé médiatique en raison des propos qu’y tient le président du Front national sur l’occupation allemande en France qui n’aurait pas été « particulièrement inhumaine ». Le 19 juin 2013, Jean-Marie Le Pen, Camille Galic (en tant que directrice de la publication) et Jérôme Bourbon sont définitivement condamnés pour contestation de crimes contre l’humanité, respectivement à 10 000, 5 000 et 2 000 € d’amende.
En 2010, Jérôme Bourbon succède à Camille Galic en tant que directeur de publication de Rivarol et d’Écrits de Paris. Dans le même temps, il fait l'acquisition de la totalité de leurs parts sociales grâce à un don de ses parents. Par la suite, à l'automne 2016, il installe les rédactions des deux journaux dans son appartement parisien.
Sous sa direction, dès l’ouverture de la succession à la tête du Front national, le journal cesse de soutenir ce parti par hostilité envers la ligne politique de Marine Le Pen. Alors que cette dernière est en concurrence avec Bruno Gollnisch pour la présidence du FN, Jérôme Bourbon accorde le 15 octobre 2010 un entretien au site e-deo dans laquelle il déclare : « Je ne peux pas en conscience rester neutre entre une gourgandine sans foi ni loi, sans doctrine, sans idéal, sans colonne vertébrale, pur produit des media, qui a multiplié les purges depuis des années et dont l’entourage n’est composé que d’arrivistes sans scrupules, de juifs patentés et d’invertis notoires et un homme droit, humble, rassembleur, érudit, à la vie exemplaire, d’une exquise courtoisie, très apprécié dans toutes les composantes de la droite nationale et radicale, tant en France qu’à l’étranger, et aux convictions très solides. » Cette saillie lui vaut de figurer dans le Petit dictionnaire des injures politiques. Marine Le Pen l’attaque en justice pour injure publique et diffamation, obtenant sa condamnation à 800 € d’amende et 3 000 € de dommages et intérêts. Jean-Marie Le Pen le qualifie à l’occasion de cette affaire de « taliban hystérique ». Jérôme Bourbon continue par la suite de s'opposer de manière virulente à Marine Le Pen, à laquelle il reproche d'être « fondamentalement une femme de gauche qui va dans les night-clubs la nuit », voire de porter des jeans.
En tant que directeur de Rivarol, Jérôme Bourbon radicalise l'hebdomadaire auquel il imprime une ligne « nationaliste et catholique »[pas clair] exacerbée. Ses choix politiques et ses méthodes de gestion entraînent le départ de plusieurs rédacteurs, dont en 2010 celui de Camille Galic à qui il avait succédé quelques mois plus tôt. Des anciens de Rivarol dénoncent par la suite sa prise de contrôle du journal comme un « putsch ». Jérôme Bourbon devient le principal rédacteur de Rivarol dont il écrit environ un tiers des articles. 
En mai 2015, il ouvre, « sur les conseils d'un proche », un compte Twitter où « il multiplie les punchlines racistes ». S'il n'a pas un grand nombre d'abonnés, ce compte lui vaut cependant une notoriété accrue. À l'été de la même année, il est giflé par un inconnu dans un parking parisien ; la vidéo de l'agression est mise en ligne et suscite de nombreuses vues sur YouTube.
À la faveur de sa brouille avec sa fille, Jean-Marie Le Pen se rapproche à nouveau de Jérôme Bourbon et, en avril 2015, accorde un entretien à Rivarol pour dénoncer la nouvelle ligne politique du FN impulsée par Marine Le Pen et Florian Philippot. Jérôme Bourbon se félicite ensuite ouvertement d'avoir contribué à la rupture entre le fondateur du FN et sa fille.
En 2016, en raison notamment de la visibilité que lui vaut son compte Twitter, plusieurs portraits sont consacrés à Jérôme Bourbon dans les médias. En octobre, il est interviewé par Alexandre Amiel dans le cadre de la série documentaire Pourquoi nous détestent-ils, en tant que représentant de l'antisémitisme contemporain.
En novembre 2017, il subit une nouvelle agression par Antoine Duvivier, un membre des Brigandes, groupe qu'il avait dénoncé dans Rivarol un an auparavant.

### Condamnations
Outre ses condamnations pour injure envers Marine Le Pen et pour la publication en 2005 de l'entretien de Jean-Marie Le Pen, Jérôme Bourbon fait l'objet de diverses poursuites, aussi bien pour les articles parus dans les journaux dont il est le directeur de publication qu'à titre personnel. Il a été à ce jour (2016) condamné à neuf reprises pour des écrits relevant de l'incitation à la haine raciale ou de la contestation de crime contre l'humanité. Lors d'un entretien avec Daniel Conversano en juillet 2022, il dit avoir connu 20 condamnations définitives en 10 ans.
En décembre 2014, Jérôme Bourbon est condamné, en tant que directeur de Rivarol, à 2 000 € d'amende pour un article paru dans le journal et qui dénonçait entre autres la « tyrannie juive ». Deux ans plus tard, il est condamné à 11 000 € d’amende pour divers tweets antisémites ou négationnistes.
En novembre 2020, Jérôme Bourbon est condamné pour incitation à la haine à trois mois de prison avec sursis en raison de tweets antisémites publiés en mai 2018 sur son compte personnel. Dans une seconde affaire jugée le même jour, il est condamné à 1 500 euros d'amende pour provocation à la haine en raison de tweets publiés en février 2019 sur le compte de Rivarol indiquant qu’on ne pouvait être que « judéophobe ». Il est ensuite condamné à deux fois 500 euros d'amende pour injure raciale après un éditorial critiquant l'entrée de Simone Veil au Panthéon et un tweet citant un spectacle de Dieudonné. Enfin, il écope de 1 000 euros d'amende pour une autre injure raciale après la diffusion d'une vidéo intitulée « Faut-il détruire l'État d'Israël ? ».
Le 10 décembre 2021, il est à nouveau condamné à 8 000 euros d’amende pour contestation de crime contre l’humanité et provocation à la haine envers les Juifs.

### Religion et vie privée
Jérôme Bourbon est catholique traditionaliste et se réclame du sédévacantisme.
Il vit en province avec sa famille. Il est père de cinq enfants.